# 假线鳞耳蕨
假线鳞耳蕨（学名：Polystichum pseudosetosum）为鳞毛蕨科耳蕨属下的一个种。

## 扩展阅读
- 維基物種上的相關：假线鳞耳蕨